# Prezydenci Ugandy
Lista przywódców Ugandy:
| # | Imię i nazwisko                  | Portret | Objął urząd         | Zdał urząd       | Partia polityczna         |
| --- | -------------------------------- | ------- | ------------------- | ---------------- | ------------------------- |
| Prezydent Republiki Ugandy |                                  |         |                     |                  |                           |
| 1 | Edward Mutesa (1924–1969)        |         | 9 października 1963 | 2 marca 1966     | Kabaka Yekka              |
| 2 | Milton Obote (1924–2005)         |         | 2 marca 1966        | 25 stycznia 1971 | Ugandyjski Kongres Ludowy |
| 3 | Idi Amin (1925–2003)             |         | 25 stycznia 1971    | 13 kwietnia 1979 | bezpartyjny               |
| 4 | Yusufu Lule (1912–1985)          |         | 13 kwietnia 1979    | 20 czerwca 1979  | bezpartyjny               |
| 5 | Godfrey Binaisa (1920–2010)      |         | 20 czerwca 1979     | 12 maja 1980     | Ugandyjski Kongres Ludowy |
| Przewodniczący Komisji Wojskowej |                                  |         |                     |                  |                           |
| — | Paulo Muwanga (1921–1991)        |         | 12 maja 1980        | 22 maja 1980     | Ugandyjski Kongres Ludowy |
| w okresie od 22 maja do 15 grudnia 1980 krajem rządziła Komisja Prezydencka w składzie: Saulo Musoke, Polycarp Nyamuchoncho i Yoweri Hunter Wacha-Olwol |                                  |         |                     |                  |                           |
| w okresie od 15 do 17 grudnia 1980 wakat na stanowisku                                                                                                  |                                  |         |                     |                  |                           |
| Prezydent Republiki Ugandy |                                  |         |                     |                  |                           |
| 6 | Milton Obote (1924–2005)         |         | 17 grudnia 1980     | 27 lipca 1985    | Ugandyjski Kongres Ludowy |
| Przewodniczący Komisji Wojskowej |                                  |         |                     |                  |                           |
| — | Bazilio Olara-Okello (1929–1990) |         | 27 lipca 1985       | 29 lipca 1985    | bezpartyjny               |
| — | Tito Okello (1914–1996)          |         | 29 lipca 1985       | 26 stycznia 1986 | bezpartyjny               |
| w okresie od 26 do 29 stycznia 1986 wakat na stanowisku                                                                                                 |                                  |         |                     |                  |                           |
| Prezydent Republiki Ugandy |                                  |         |                     |                  |                           |
| 7 | Yoweri Museveni (1944–)          |         | 29 stycznia 1986    | nadal urzęduje   | Narodowy Ruch Oporu       |